# Chapman (Pennsylvanie)
Pour les articles homonymes, voir Chapman.

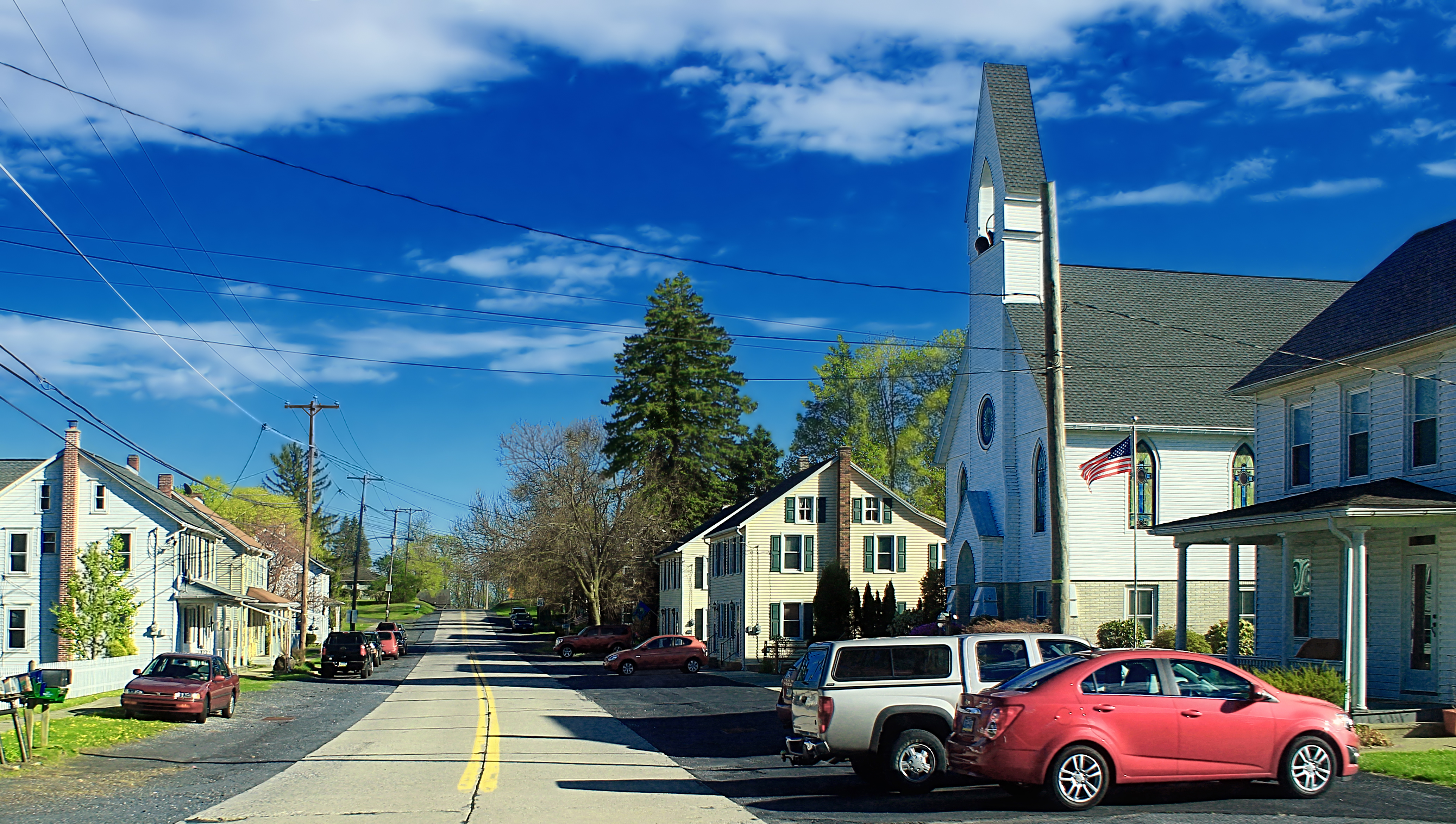
Rue principale de Chapman

Chapman est un borough du Comté de Northampton, en Pennsylvanie, aux États-Unis
Le nom du lieu vient de William Chapman, ancien propriétaire des terrains.
La population était de 199 habitants en 2010.